# ÖRAG
Die ÖRAG Rechtsschutzversicherungs-AG mit Hauptsitz in Düsseldorf ist ein Gemeinschaftsunternehmen der öffentlichen Versicherungen und Partner der Sparkassen-Finanzgruppe. Sie ist Teil der ÖRAG-/Deutschen Assistance-Unternehmensgruppe mit mehr als 1000 Mitarbeitenden und 12 Millionen Kunden.
Im Bereich Privat-, Firmen- und Bauherrenrechtsschutz betreut die ÖRAG Rechtsschutzversicherungs-AG bundesweit mehr als 2,1 Millionen Verträge (Stand: 31. Dezember 2023) mit einem Beitragsvolumen von 423,3 Millionen Euro (2023). Im deutschen Rechtsschutzmarkt belegt sie Platz 3 nach Stückzahl und Platz 4 nach gebuchten Beiträgen.
Mit meinrecht.de hat sie ein Internetportal geschaffen, um Menschen mit Self-Service-Rechtsdienstleistungen, Rechtsratgebern und weiteren Angeboten dabei zu unterstützen, Rechtsprobleme eigenständig zu lösen und ihr Recht selbst in die Hand zu nehmen.
Zur ÖRAG/Deutschen Assistance-Unternehmensgruppe, dem zentralen Anbieter der Öffentlichen Versicherer für Rechtsschutzversicherungen, Assistance-, Mehrwertleistungen und Kleinstversicherungen, gehören u. a. die Deutsche Assistance Versicherung AG, die Deutsche Assistance Shared Service GmbH, die Deutsche Assistance Service GmbH, die Deutsche Assistance Telematik GmbH und die Deutsche Rechtsanwalts Service GmbH.

## Geschichte
Am 1. April 1970 gründeten die öffentlichen Versicherer die ÖRAG Rechtsschutzversicherungs-AG mit dem Ziel, den Kunden der öffentlichen Versicherer einen umfassenden Rechtsschutz zu bieten. 1992 kamen das Rechtsschutz-Servicecenter und die ÖRAG Service GmbH (heute Deutsche Assistance Service GmbH) dazu. Letztere bietet den öffentlichen Versicherern und deren Vertriebspartnern bis heute bundesweit Assistanceleistungen zu zahlreichen Versicherungsprodukten.
In den folgenden Jahren wurde das Leistungsangebot durch weitere Gesellschaften ausgebaut, u. a. 2009 mit dem Anwaltsnetzwerk D.R.S. Deutsche Rechtsanwalts Service GmbH. Seit 2011 gehören die Deutsche Assistance Versicherung AG – als Entwickler für innovative Schutzbriefkonzepte und Kleinstversicherungen sowie Kontomehrwertleistungen – und die Deutsche Assistance Telematik GmbH – als Anbieter für Callcenter- und Serviceleistungen – zur Unternehmensgruppe.
Jüngster Zugang ist die Deutsche Assistance Shared Service GmbH: Gegründet im Jahr 2023, bündelt sie die Kräfte der öffentlichen Versicherer. Als deren Realisierungspartner stellt sie den öffentlichen Versicherern und ihren Vertriebspartnern überregionale Leistungen in den Bereichen Versicherungen, Dienstleistungen und Services zur Verfügung.
Darüber hinaus fungiert die S-Markt & Mehrwert GmbH & Co. KG als Dienstleister und Vertriebspartner der Sparkassen.

## Organisationsstruktur und Eigentümer

### Eigentümer
Die Aktionäre der ÖRAG Rechtsschutzversicherungs-AG sind nahezu alle öffentlichen Versicherer und deren Rückversicherer (Verband öffentlicher Versicherer und Deutsche Rück).

### Vorstand
Der Vorstand der ÖRAG Rechtsschutzversicherungs-AG besteht aktuell aus:
- Vorstandsvorsitzender: Marcus Hansen (seit 1. Januar 2025)
- Patricia Körner (ab 1. Oktober 2024)

### Aufsichtsrat
Vorsitzender: Wolfgang Breuer, Vorsitzender des Vorstands der Provinzial Holding AG